# Sawa (Nikiforow)
Sawa, imię świeckie Jewgienij Aleksiejewicz Nikiforow (ur. 2 stycznia 1974 w Woroneżu) – rosyjski biskup prawosławny.

## Życiorys
Absolwent średniej szkoły artystycznej w Woroneżu (ze specjalizacją pedagogiczną). Będą jej uczniem, brał udział w pracach konserwatorskich w monasterze Narodzenia Matki Bożej w Zadońsku. Po odbyciu w latach 1993–1995 zasadniczej służby wojskowej wstąpił do monasteru w Zadońsku jako posłusznik. W klasztorze kierował chórem cerkiewnym i kontynuował prace przy restauracji monasterskich świątyń, w tym przy malowaniu fresków. W 1997 złożył śluby mnisze w riasofor przed biskupem zadońskim Nikonem. Dwa lata później złożył przed nim wieczyste śluby mnisze, przyjmując imię zakonne Sawa. Rok później biskup Nikon wyświęcił go na hierodiakona, zaś w 2001 – na hieromnicha. W latach 2000–2004 uczył się, w trybie zaocznym, w seminarium duchownym w Woroneżu. Był również spowiednikiem sióstr monasteru św. Tichona Zadońskiego w Zadońsku, przy którym prowadził zajęcia z ikonopisania. Od 2010 służył w soborze Opieki Matki Bożej w Woroneżu, przy którym również prowadził zajęcia z ikonopisania. W 2014 ukończył studia magisterskie na Petersburskiej Akademii Duchownej. 
22 października 2015 otrzymał nominację na biskupa wałujeckiego i aleksiejewskiego, w związku z czym w 2015 otrzymał godność archimandryty. Jego chirotonia biskupia odbyła się w monasterze Poczęcia św. Anny w Moskwie 22 listopada 2015, pod przewodnictwem patriarchy moskiewskiego i całej Rusi Cyryla.